# Бондалетов Іван Васильович
Іван Васильович Бондалетов (20 травня 1919, слобода Біла, тепер Біловського району Курської області, Російська Федерація — 1 грудня 1983, місто Рига, Латвія) — радянський партійний і державний діяч, 1-й секретар Запорізького міського комітету КПУ, заступник голови Ради Міністрів Латвійської РСР. Депутат Верховної Ради Латвійської РСР 6—10-го скликань. Член ЦК Комуністичної партії Латвії в 1963—1983 роках.

## Біографія
Народився в селянській родині. У 1924 році разом із родиною переїхав до міста Макіївки (Донбас) на шахту «Капітальна—Мар'ївка», а у 1925 році переїхали на шахту «Ново-Чайкіне». У 1927—1937 роках — учень Новочайкінської середньої школи Донецької області.
У вересні 1937 — серпні 1941 року — студент Донецького індустріального інституту.
З серпня 1941 року — в Червоній армії. Учасник німецько-радянської війни. У серпні — вересні 1941 року — курсант 1-го запасного артилерійського полку 10-ї запасної бригади у місті Чугуєві Харківської області. У вересні 1941 — квітні 1942 року — курсант курсів вдосконалення командного складу протиповітряної оборони РСЧА у місті Сорочинську Чкаловської області.
У квітні 1942 — лютому 1943 року — командир ланки 14-го полку аеростатів загородження, у лютому — серпні 1943 року — командир ланки 13-го полку аеростатів загородження 3-ї дивізії ППО, у серпні 1943 — січні 1946 року — командир ланки 10-го полку аеростатів загородження 2-ї дивізії Особливої Московської армії ППО.
У січні 1946 — квітні 1947 року — студент Донецького індустріального інституту.
У квітні — серпні 1947 року — майстер відділу технічного контролю, у серпні 1947 — вересні 1952 року — начальник відділу технічного контролю доменного цеху Запорізького металургійного заводу імені Орджонікідзе «Запоріжсталь».
Член ВКП(б) з 1952 року.
У вересні 1952 — квітні 1954 року — заступник начальника агломераційного цеху, у квітні — листопаді 1954 року — заступник начальника доменного цеху, у листопаді 1954 — березні 1955 року — заступник начальника агломераційного цеху, у березні — серпні 1955 року — секретар партійного бюро парторганізації доменного цеху, у серпні 1955 — жовтні 1956 року — заступник начальника агломераційного цеху Запорізького металургійного заводу «Запоріжсталь».
8 жовтня 1956 — 2 червня 1959 року — секретар партійного комітету Запорізького металургійного заводу імені Орджонікідзе «Запоріжсталь».
2 червня 1959 — 24 грудня 1962 року — 1-й секретар Запорізького міського комітету КПУ.
У грудні 1962 — січні 1964 року — заступник голови бюро ЦК Комуністичної партії Латвії із керівництва промисловістю і будівництвом.
17 січня 1964 — 1 грудня 1983 року — заступник голови Ради Міністрів Латвійської РСР.
Помер 1 грудня 1983 року. Похований 5 грудня 1983 року на цвинтарі Райніса в Ризі.

## Нагороди
- чотири ордени Трудового Червоного Прапора (19.07.1958,)
- медалі
- заслужений працівник промисловості Латвійської РСР